# Antonio Sozzo
Antonio Sozzo (* 9. Mai 1942 in Paola) ist ein italienischer Geistlicher, Erzbischof und emeritierter Diplomat des Heiligen Stuhls.

## Leben
Antonio Sozzo empfing am 28. August 1971 die Priesterweihe.
Papst Johannes Paul II. ernannte ihn am 5. August 1995 zum Titularerzbischof pro hac vice von Concordia und zum Apostolischen Nuntius in Algerien und Tunesien. Die Bischofsweihe spendete ihm Kardinalstaatssekretär, Angelo Kardinal Sodano, am 14. Oktober desselben Jahres; Mitkonsekratoren waren Mario Tagliaferri, Apostolischer Nuntius in Frankreich, und Attilio Nicora, Bischof von Verona. 
Am 23. Mai 1998 wurde er zum Apostolischen Nuntius in Costa Rica ernannt. Am 17. Juli 2003 wurde er zum Apostolischen Nuntius in Marokko ernannt. Am 16. September 2015 nahm Papst Franziskus seinen Amtsverzicht an.